# Daniel P. Bolger

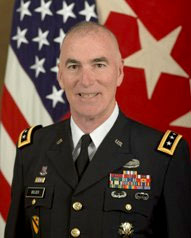
Daniel P. Bolger (2014)

Daniel P. Bolger (* 15. Januar 1957 in Aurora, Illinois) ist ein pensionierter Generalleutnant der United States Army. Er war unter anderem Kommandeur der 1. US-Kavalleriedivision.
Über das ROTC-Programm des Militär-Colleges The Citadel in Charleston in South Carolina gelangte Daniel Bolger im Jahr 1978 in das Offizierskorps des US-Heeres. Dort wurde er als Leutnant der Infanterie zugeteilt. In der Armee durchlief er anschließend alle Offiziersränge vom Leutnant bis zum Drei-Sterne-General.
Im Lauf seiner militärischen Karriere absolvierte Bolger verschiedene Kurse und Schulungen. Dazu gehörten unter anderem der Infantry Officer Basic Course, der Infantry Officer Advanced Course, das Command and General Staff College und das United States Army War College. Außerdem erhielt er einen akademischen Grad von der University of Chicago.
In seinen jüngeren Jahren absolvierte er den für Offiziere in den niederen Rangstufen üblichen Dienst in verschiedenen Einheiten und Standorten in den Vereinigten Staaten. Dazu gehörten auch Aufgaben als Stabsoffizier in verschiedenen Hauptquartieren. Zudem war er für einige Zeit als Dozent für Geschichte an der United States Military Academy in West Point tätig. Anfang der 1990er Jahre war er Stabsoffizier (S3) beim 5. Infanterieregiment in Südkorea, das der 2. Infanteriedivision unterstand. Es folgte eine Versetzung zur 101. Luftlandedivision, wo er zunächst Bataillonskommandeur und danach Stabsoffizier (G3) war.
Im Jahr 1998 kehrte Daniel Bolger nach Südkorea zur 2. Infanteriedivision zurück, wo er das Kommando über deren 2. Brigade erhielt. Nach einer zwischenzeitlichen Verwendung beim Stab des United States Joint Forces Commands kehrte er im Jahr 2002 erneut zur 2. Infanteriedivision in Südkoreas zurück, wo er deren Stabschef wurde. Daran schloss sich eine erneute Versetzung zur 101. Luftlandedivision an. Dort wurde er Leiter der Stabsabteilung G4 (Logistik und Nachschub).
Im Jahr 2005 wurde Daniel Bolger als stellvertretender Kommandeur des multinationalen Korps (Deputy commander of the Multi-National Corps-Iraq) in den Irak versetzt. Anschließend kommandierte er dort die multinationalen Ausbildungseinheiten (Commander of the Coalition Military Assistance Training Team). Daran schloss sich eine Versetzung nach Fort Polk in Louisiana an, wo er das Kommando über das Joint Readiness Training Center erhielt. Zwischen März 2008 und Januar 2010 kommandierte Bolger die 1. Kavalleriedivision. Dabei war er mit seiner Division für einige Zeit erneut im Irak eingesetzt.
Im Jahr 2010 wurde Bolger Stabsoffizier im Heeresministerium. Dort leitete er die kombinierte Stabsabteilung G3,5,7 für Operationen. Anschließend wurde er Kommandeur des Combined Security Transition Commands – Afghanistan, einer multinationalen Militärorganisation während des Kriegs in Afghanistan. Dieses Kommando hatte Bolger zwischen 2011 und 2013 inne. Anschließend schied er aus dem aktiven Militärdienst aus.
Nach dem Ende seiner Militärzeit wurde Daniel Bolger Mitglied der Fakultät der North Carolina State University. Dort lehrt er das Fach Militärgeschichte. Er hat mehrere Bücher und Schriften hauptsächlich zu militärischen Themen verfasst. Dazu gehören unter anderem die Bücher Why We Lost, Americans at War, The Battle for Hunger Hill, Death Ground und The Panzer Killers.

## Orden und Auszeichnungen
Daniel Bolger erhielt im Lauf seiner militärischen Laufbahn unter anderem folgende Auszeichnungen:
- Defense Superior Service Medal
- Legion of Merit
- Bronze Star Medal
- Army Commendation Medal
- Army Achievement Medal
- Meritorious Service Medal
- Meritorious Service Cross (Kanada)